# 200
El año 200 (CC) fue un año bisiesto comenzado en martes del calendario juliano, en vigor en aquella fecha.
En el Imperio romano el año fue nombrado el del consulado de Severo y Victorino, o menos frecuentemente, como el 953 ab urbe condita, siendo su denominación como 200 a principios de la Edad Media, al establecerse el anno Domini.
Es el año 200 de la era común, del anno Domini y del primer milenio, el centésimo y último año del siglo II y el primer año de la década de 200.

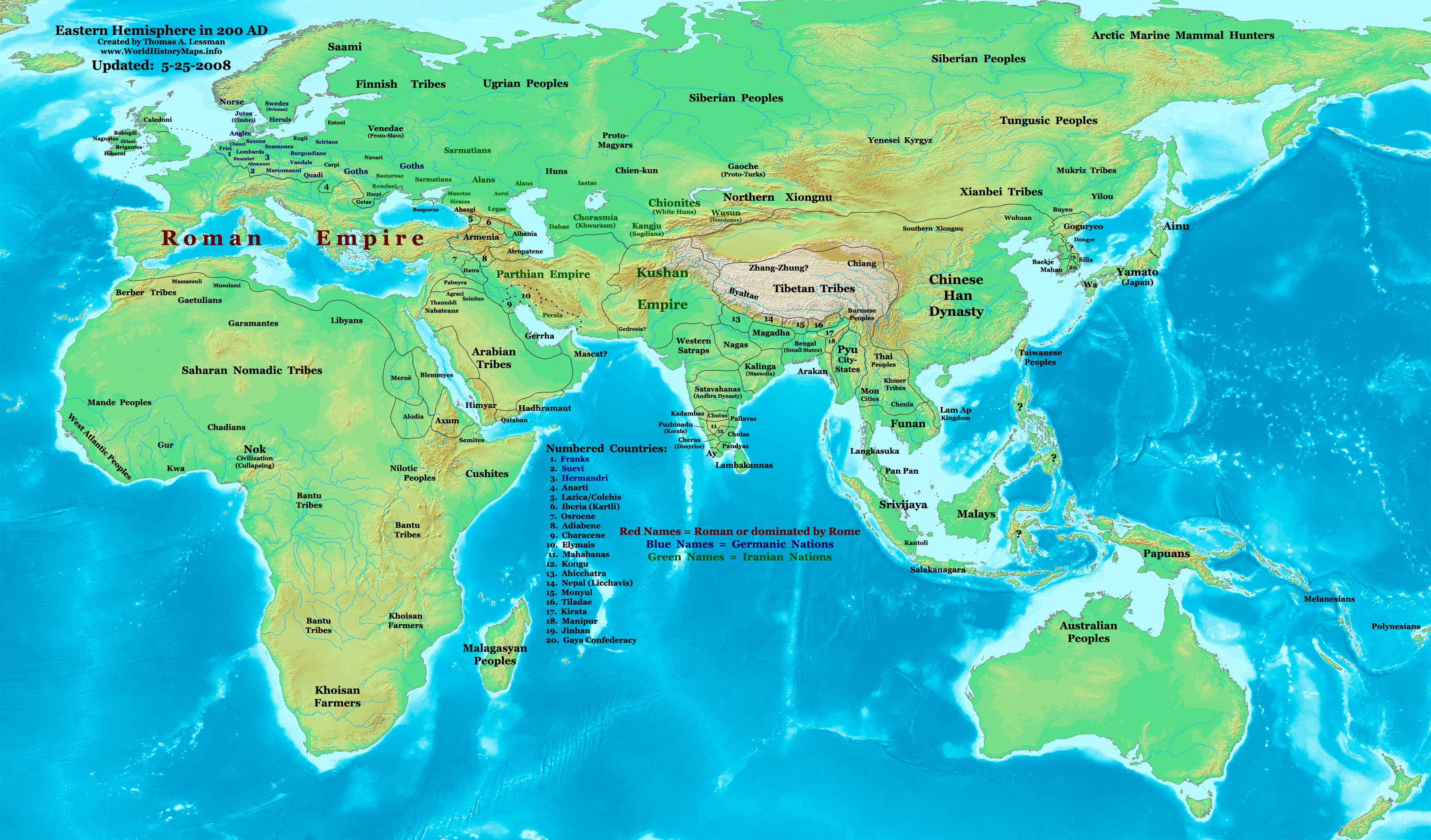
Hemisferio oriental en el año 200.

## Acontecimientos

### Mundo
- La población humana alcanza los 220 millones, aproximadamente.

### Imperio romano
- Septimio Severo visita Siria, Palestina y Arabia.
- Palestina, beneficiándose de las políticas benevolentes de Severo, experimenta un significativo auge económico.
- Se sustrae al poder del procónsul de la provincia de África a la provincia de Numidia, que pasa a ser una provincia imperial.

### Asia
- China - Las dos fuerzas más grandes del país, las de Cao Cao y las de Yuan Shao se enfrentan en la batalla de Guandu, donde sorprendentemente, Cao Cao resulta victorioso.
- En Japón, Himiko extiende su autoridad sobre otros clanes desde su capital en Yamatai.

### América
- México: da inicio el Periodo Clásico de Mesoamérica, que coincide con el apogeo de Teotihuacán.
- Se inicia la edad clásica de la civilización Maya.

## Nacimientos
- Diofanto, matemático griego.
- Valeriano I, emperador romano.
- Fei Yi, fecha aproximada.
- Marco Claudio Tácito, emperador romano.

## Fallecimientos
- Sun Ce, hermano del fundador del reino de Wu, Sun Quan
- Yan Liang
- Wen Chou
- Bian Xi, asesinado por Guan Yu
- Chunyu Qiong, ejecutado por Yuan Shao
- Tian Feng, ejecutado por Yuan Shao
- Dong Cheng, ejecutado por Cao Cao
- Ji Ping, ejecutado por Cao Cao
- Gan Ji, sacerdote taotista
- Ju Shou, oficial de Yuan Shao
- Liu Pi, se unió a Liu Bei, pero murió al poco tiempo
- Mi Heng, renombrado estudioso y amigo
- Kong Rong, ejecutado por Huang Zu
- Sui Gu, caído en la batalla de Guan Du